# Krimpen aan den IJssel

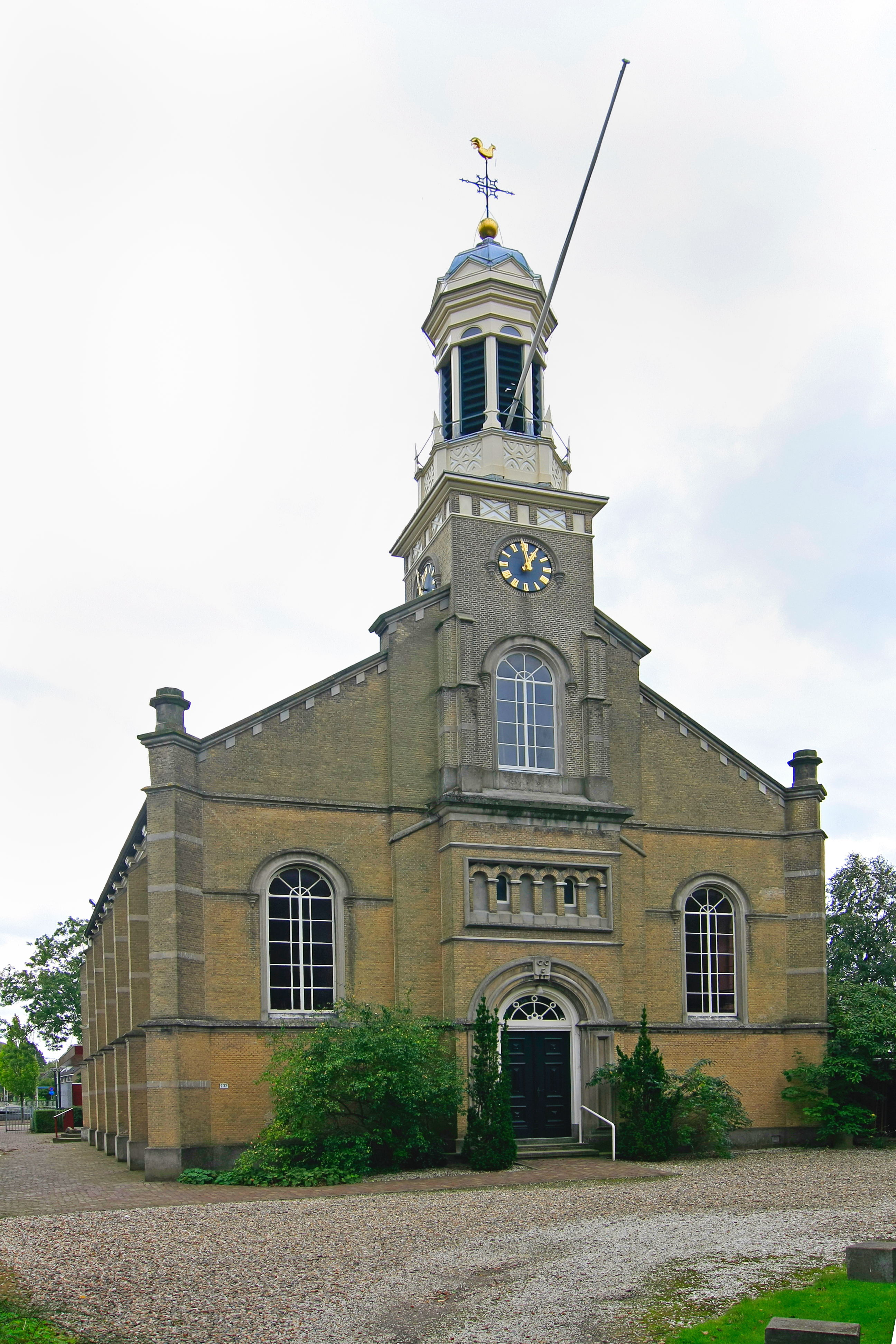
Reformerta kyrkan.

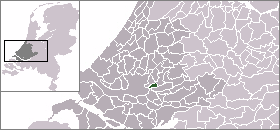
Lägeskarta

Krimpen aan den IJssel är en kommun i provinsen Zuid-Holland i Nederländerna. Kommunens totala area är 8,39 km² (där 1,10 km² är vatten) och invånarantalet är på 29 046 invånare (2004).